# Trypeticus carinipygus
Trypeticus carinipygus är en skalbaggsart som beskrevs av Kanaar 2003. Trypeticus carinipygus ingår i släktet Trypeticus och familjen stumpbaggar. Inga underarter finns listade i Catalogue of Life.